# Ramón José Aponte Fernández
Ramón José Aponte Fernández (* 23. September 1948 in Carache) ist ein venezolanischer Geistlicher und emeritierter römisch-katholischer Bischof von Valle de la Pascua.

## Leben
Ramón José Aponte Fernández empfing am 17. August 1974 die Priesterweihe für das Bistum Trujillo.
Papst Johannes Paul II. ernannte ihn am 5. März 2004 zum Bischof von Valle de la Pascua. Die Bischofsweihe spendete ihm der emeritierte Kardinalpräfekt der Güterverwaltung des Apostolischen Stuhls, Rosalio José Castillo Lara SDB, am 22. Mai desselben Jahres; Mitkonsekratoren waren Vicente Ramón Hernández Peña, Bischof von Trujillo, und Joaquín José Morón Hidalgo, Bischof von Acarigua-Araure.
Am 11. Januar 2024 nahm Papst Franziskus seinen altersbedingten Rücktritt an.